# Brian Levant
Brian Michael Levant (* 6. August 1952 in Highland Park, Illinois, USA) ist ein US-amerikanischer Filmregisseur, Drehbuchautor und Filmproduzent.

## Kurzbiografie
Brian Levant, der in Chicago aufwuchs, und die University of New Mexico absolvierte, begann seine Arbeit bei Film und Fernsehen Mitte der 1970er Jahre als Produzent von Fernsehserien, darunter Mork vom Ork, oder Die Bären sind los. Ende der 1980er Jahre wechselte er auf den Regiestuhl, und führte bei einer Handvoll Episoden von Eine schrecklich nette Familie Regie.
Levant, der Mitte der 1990er Jahre bekannte und erfolgreiche Filmkomödien drehte, darunter 1992 Ein Hund namens Beethoven, blieb auch nach der Jahrtausendwende dem Genre Komödie treu, und stand 2002 für Snow Dogs hinter der Kamera.
Brian Levant ist verheiratet und lebt heute mit seiner Frau Allison und ihren drei Kindern in Los Angeles.

## Filmografie (Auswahl)
- 1991: Ein Satansbraten kommt selten allein (Problem Child 2)
- 1991: Ein Hund namens Beethoven (Beethoven)
- 1994: Flintstones – Die Familie Feuerstein (The Flintstones)
- 1996: Versprochen ist versprochen (Jingle All The Way)
- 2000: Father Can't Cope
- 2000: Die Flintstones in Viva Rock Vegas (Die Flintstones in Viva Rock Vegas)
- 2001: It's a Dog's Life
- 2002: Snowdogs – Acht Helden auf vier Pfoten (Snow Dogs)
- 2006: Sind wir schon da? (Are We There Yet?)
- 2009: Scooby-Doo! – Das Abenteuer beginnt (Scooby-Doo! The Mystery Begins)
- 2010: Spy Daddy
- 2010: Scooby-Doo! – Der Fluch Des Seemonsters (Scooby-Doo! Curse of the Lake Monster)
- 2012: A Christmas Story 2
- 2017: Max – Agent auf vier Pfoten (Max 2: White House Hero)

## Auszeichnungen
- 1995: Goldene Himbeere/Schlechtestes Drehbuch, für: Flintstones – Die Familie Feuerstein (The Flintstones)
- 1997: Nominiert für die Goldene Himbeere/Schlechteste Regie, für: Versprochen ist versprochen (Jingle All The Way)